# 翁征宇
翁征宇，清华大学大学高等研究院教授，研究领域为理论凝聚态物理。任中华人民共和国教育部第四批"长江学者"特聘教授，早年曾就读于中国科技大学、在美国德州高温超导中心从事博士后研究。